# Ar-Rifā‘
Ar-Rifā‘ (arabisk: اَلرِّفَاع), også Ar Rifa, Riffa, er en by i Bahrain med 115.495(2012) indbyggere. Den ligger på den nordlige del af øen Bahrain, i guvernementet Sydlige Guvernement, ca. 10 kilometer syd for hovedstaden Manama.

## Geografi
Terrænet omkring ar-Rifā‘ er hovedsageligt fladt. Ar-Rifā‘ ligger på en bakke 43 meter over havets overflade. Det højeste punkt i nærheden er Jabal ad-Dukhān, 134 meter over havets overflade, 10,2 kilometer syd for ar-Rifā‘. Området er tæt befolket. Det nærmeste større samfund er Manama, 9,9 kilometer nord for ar-Rifā‘.